# Cinnyris

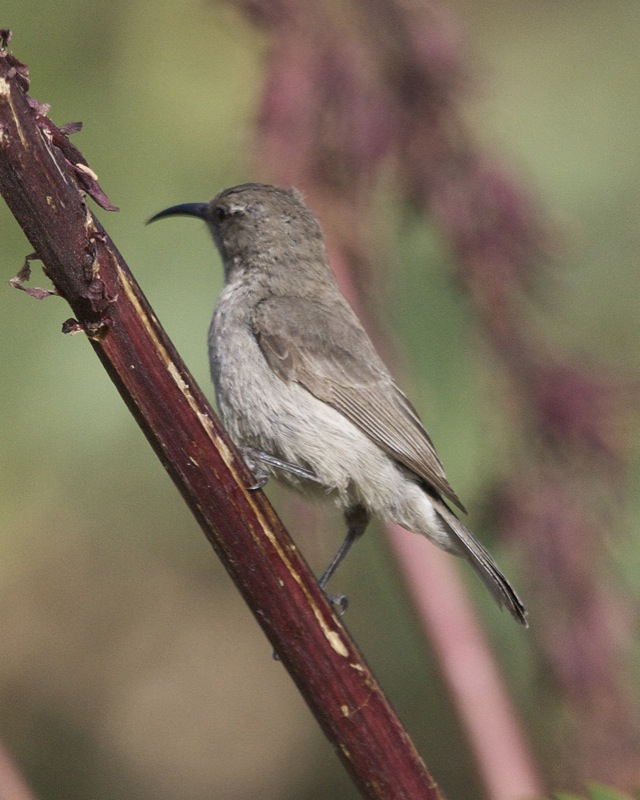
femella de Cinnyris chalybeus

Cinnyris és un gènere d'ocells de la família dels nectarínids (Nectariniidae). Les diferents espècies d'aquests suimangues, eren antany inclosos al gènere Nectarinia. Viuen en Àfrica subsahariana, Madagascar i altres illes de l'Índic, Àsia meridional, Sud-est asiàtic i Indonèsia.

## Taxonomia
Segons la classificació del Congrés Ornitològic Internacional (versió 11.1, 2021), aquest gènere està format per 56 espècies:
- Cinnyris chloropygius - suimanga de ventre olivaci.[3]
- Cinnyris minullus - suimanga nan.[4]
- Cinnyris manoensis - suimanga del miombo oriental.
- Cinnyris gertrudis - suimanga del miombo occidental.
- Cinnyris chalybeus - suimanga d'acer.
- Cinnyris neergaardi - suimanga de Neergaard.
- Cinnyris stuhlmanni - suimanga de Stuhlmann.
- Cinnyris whytei - suimanga de Whyte.
- Cinnyris prigoginei - suimanga de Prigogine.
- Cinnyris ludovicensis - suimanga d'Angola.
- Cinnyris reichenowi - suimanga de Preuss.
- Cinnyris afer - suimanga de doble collar.
- Cinnyris regius - suimanga reial.
- Cinnyris rockefelleri - suimanga de Rockefeller.
- Cinnyris mediocris - suimanga del Kilimanjaro.
- Cinnyris usambaricus - suimanga dels Usambara.
- Cinnyris fuelleborni - suimanga de Fülleborn.
- Cinnyris moreaui - suimanga de Moreau.
- Cinnyris loveridgei - suimanga de Loveridge.
- Cinnyris pulchellus - suimanga cuallarg.
- Cinnyris mariquensis - suimanga del Marico.
- Cinnyris shelleyi - suimanga de Shelley.
- Cinnyris hofmanni - suimanga de Hofmann.
- Cinnyris congensis - suimanga del Congo.
- Cinnyris erythrocercus - suimanga pit-roig.
- Cinnyris nectarinioides - suimanga ventrenegre.
- Cinnyris bifasciatus - suimanga de banda porpra.
- Cinnyris tsavoensis - suimanga del Tsavo.
- Cinnyris chalcomelas - suimanga de pit violaci.
- Cinnyris pembae - suimanga de l'illa de Pemba.
- Cinnyris bouvieri - suimanga de Bouvier.
- Cinnyris osea - suimanga de Palestina.
- Cinnyris habessinicus - suimanga lluent.
- Cinnyris coccinigastrus - suimanga esplèndid.
- Cinnyris johannae - suimanga de Johanna.
- Cinnyris superbus - suimanga superb.
- Cinnyris rufipennis - suimanga ala-roig.
- Cinnyris oustaleti - suimanga d'Oustalet.
- Cinnyris talatala - suimanga ventreblanc.
- Cinnyris venustus - suimanga variable.
- Cinnyris fuscus - suimanga fosc.
- Cinnyris ursulae - suimanga d'Úrsula.
- Cinnyris batesi - suimanga de Bates.
- Cinnyris cupreus - suimanga de coure.
- Cinnyris asiaticus - suimanga porpra.
- Cinnyris jugularis - suimanga de dors olivaci.
- Cinnyris buettikoferi - suimanga de Sumba.
- Cinnyris solaris - suimanga ardent.
- Cinnyris sovimanga - suimanga de Madagascar.
- Cinnyris abbotti - suimanga d'Abbott.
- Cinnyris notatus - suimanga becllarg.
- Cinnyris dussumieri - suimanga de les Seychelles.
- Cinnyris humbloti - suimanga de Humblot.
- Cinnyris comorensis - suimanga d'Anjouan.
- Cinnyris coquerellii - suimanga de Mayotte.
- Cinnyris lotenius - suimanga de Loten.